# Skanderborg Sø
Skanderborg Sø är en sjö i södra delen av staden Skanderborg i Danmark.   Den ligger i Region Mittjylland. Skanderborg Sø ligger 23 meter över havet.  Arean är 8,6 kvadratkilometer. 